# Orix
ORIX Corporation (オリックス株式会社 Orikkusu Kabushiki-gaisha) er en japansk finansiel service-virksomhed med hovedkvarter i Minato, Tokyo.
ORIX udbyder leasing, udlån, livsforsikring, realkreditlån, bank, værdipapirhandel, investering, osv. Virksomheden blev etableret 17. april 1964 som Orient Leasing Co., Ltd.